# Kandidoza
Kandidoza ali kandidiaza (latinsko candidosis, candidiasis) je glivična okužba s katerokoli vrsto glivic iz rodu Candida (kandida). Najpogosteje jo povzroča vrsta Candida albicans.
Kandidoza se lahko pojavi topično (na primer v ustih, nožnici, na koži) ali pa gre za sistemsko okužbo, ki je pogosto življenjsko ogrožujoča ter prizadene osebe z zmanjšanim imunskim odzivom (zaradi kemoterapije, okužbe z virusom HIV, presaditve organov ...). Omenjene glivice so namreč tudi sestavni del normalne črevesne flore in pri zdravih posameznikih ne povzročajo bolezenskih znakov.
Kandidoza je pri imunsko neokrnjenih bolnikih običajno zelo omejena, lokalizirana okužba kože ali sluznice in najpogosteje prizadene:
- ustno votlino
- žrelo
- požiralnik
- popek
- črevesje
- sečnik
- nožnico

Pri bolnikih z oslabljenim imunskim sistemom se lahko okužba razširi po vsem organizmu – govorimo o sistemski okužbi.

## Zdravljenje
Zdravljenje poteka z zdravili, ki delujejo proti glivičnim okužbam (antimikotiki). Pri kandidozi pogosto uporabljajo sistemska zdravila klotrimazol, ketokonazol, amfotericin B in lokalno delujoči nistatin. Samo zdravljenje s protiglivičnimi učinkovinami pogosto ni dovolj učinkovito. Predvsem je treba zdraviti vzrok, zaradi katerega je imunski sistem prizadet (npr. okužbo z virusom HIV).